# Pierre Grivolas
Pierre Grivolas (Avignone, 2 settembre 1823 – Avignone, 5 febbraio 1906) è stato un pittore francese.

## Biografia

### Gli inizi a Parigi
Nato ad Avignone, Pierre Grivolas rivelò ben presto un eccezionale talento, tale da indurre i genitori ad iscriverlo ai corsi di disegno della Scuola di Belle arti della città. Nel 1843 vinse il primo premio del "Lascito Esprit Calvé", che gli permise di continuare i suoi studi a Parigi.
Allievo della Scuola di Belle arti della capitale, conobbe e frequentò artisti importanti, come Jean-Auguste-Dominique Ingres, Delacroix, Hippolyte Flandrin e soprattutto Claude Monet, di cui subì notevolmente l'influenza. Ma nel 1848 le sommosse parigine lo costrinsero a tornare ad Avignone, in Provenza, dove in breve tempo aderì al felibrismo.

### La Terza Scuola di Avignone
Dal 1878 al 1906 (anno della sua morte) Grivolas fu Direttore della Scuola di Belle arti di Avignone e si occupò della formazione di numerosi artisti, i quali, assieme a lui, costituirono la "Nuova Scuola di Avignone", storicamente la terza. Per l'occasione Grivolas volle rinnovare il modo di dipingere dei suoi allievi, facendo loro abbandonare lo stile accademico e conducendoli fuori, all'aria aperta, nel villaggio di Les Angles, lungo le rive del Rodano e permettendo loro, in questo modo, di considerare la natura con tutt'altro atteggiamento, attraverso lo studio dell'ombra e della luce.
I suoi allievi furono in maggioranza artisti provenzali, fra cui Joseph Hurard (1887-1956) e Alfred Lesbros (1873-1940), entrambi avignonesi.

### La scoperta del Mont Ventoux
Nel 1894 Grivolas invitò suo fratello minore Antoine, ventenne e anche lui pittore, a lasciare la Costa Azzurra e a raggiungerlo ad Avignone per andare a trascorrere un periodo di tempo sulle falde del Mont Ventoux. Presero dimora quindi nella Bergerie du Rat (Ovile del topo) e poi nella Combe de Clare (Gola o conca di Clare), nel cuore della montagna. In quei luoghi lontani da tutto i due vissero come pastori, dormendo sulla paglia e nutrendosi di lardo e di latticini. L'anno seguente, avendo prodotto una quantità di schizzi, bozzetti e tele, lasciarono il Ventoux per stabilirsi a Monieux, paese posto all'ingresso delle Gorges de la Nesque (Gole del fiume Nesque).
« Durante un'altra stagione essi raggiunsero il borgo di Ventouret e si impegnarono a riprodurre quei toni grigi della roccia bruciata dal sole, su cui si eleva, con tinte violente, il verde delle  faggete dominate dalla grande vela azzurra del cielo di quelle altitudini »
Da questa fraterna collaborazione nacquero opere come Les amandiers de Verdolier, la Cueillette de la lavande, il villaggio de La Gabelle, I faggi di Ventouret, il Rocher du Cire, Le Vallon de Monieux.

Grivolas, è considerato per queste opere uno dei maggiori pittori del Ventoux.
Pierre Grivolas morì ad Avignone nel 1906. Una strada della città dei Papi è intitolata a suo nome.

## Opere
Opere nelle collezioni pubbliche, elenco parziale.
- Allauch, Museo cittadino: Procession de communiantes, olio su tela.
- Arles, Museo Arlaten:
  - Procession des Pénitents blancs, 1865, olio su tela.
  - Portrait de Rose Bordas, 1858
- Avignone :
  - Museo Calvet :
    - Marché de la place Pie, 1868, olio su tela.
    - Les Flagellants, 1867, olio su tela.

  - Palais du Roure :
    - Madame de Séménov
    - Père de Mr Nicolas de Séménov
    - Mère de Mr Nicolas de Séménov
    - Portrait de Pierre Sautel, 1898
    - Autoportrait
    - Intérieur d'une filature, 1858
    - Portrait de Madame Irma de Fontnouvelle, olio su tela
    - Portrait de Charles Thomas, olio su tela

## Allievi
Elenco parziale
- Auguste Chabaud (1882-1955), dal 1896 al 1899.
- René Seyssaud (1867-1952).

## Galleria d'immagini

### Il Mont Ventoux

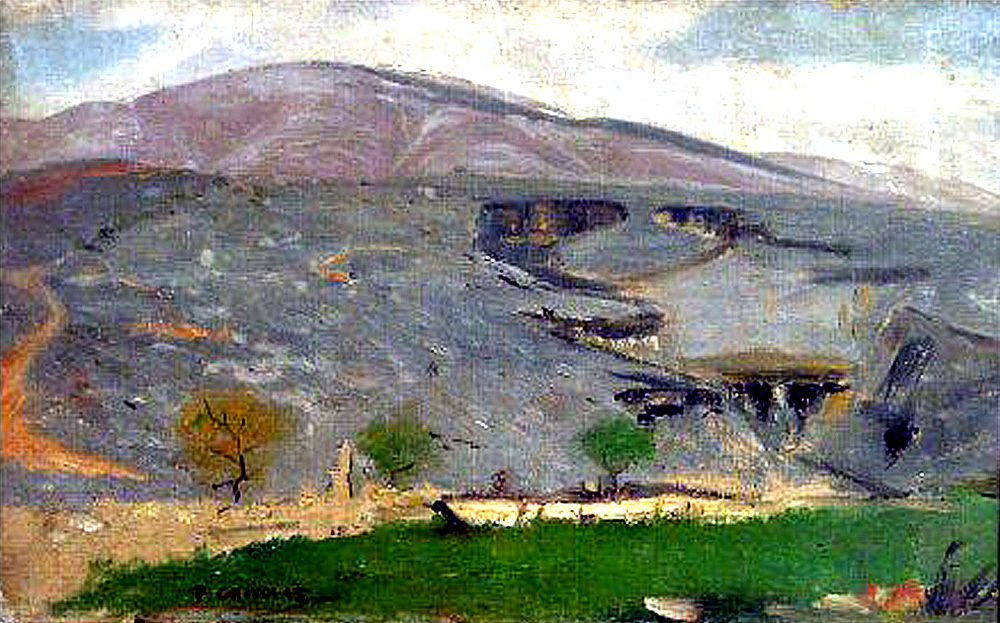
Il Mont Ventoux
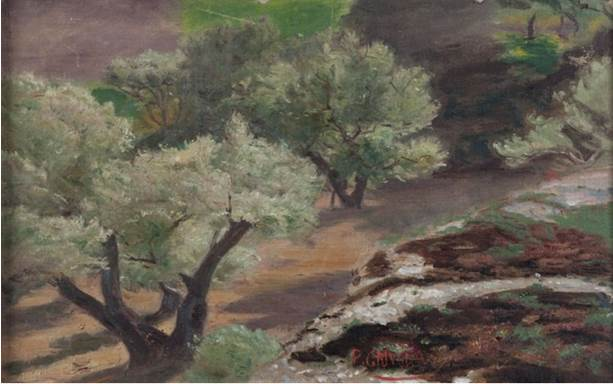
Oliveto
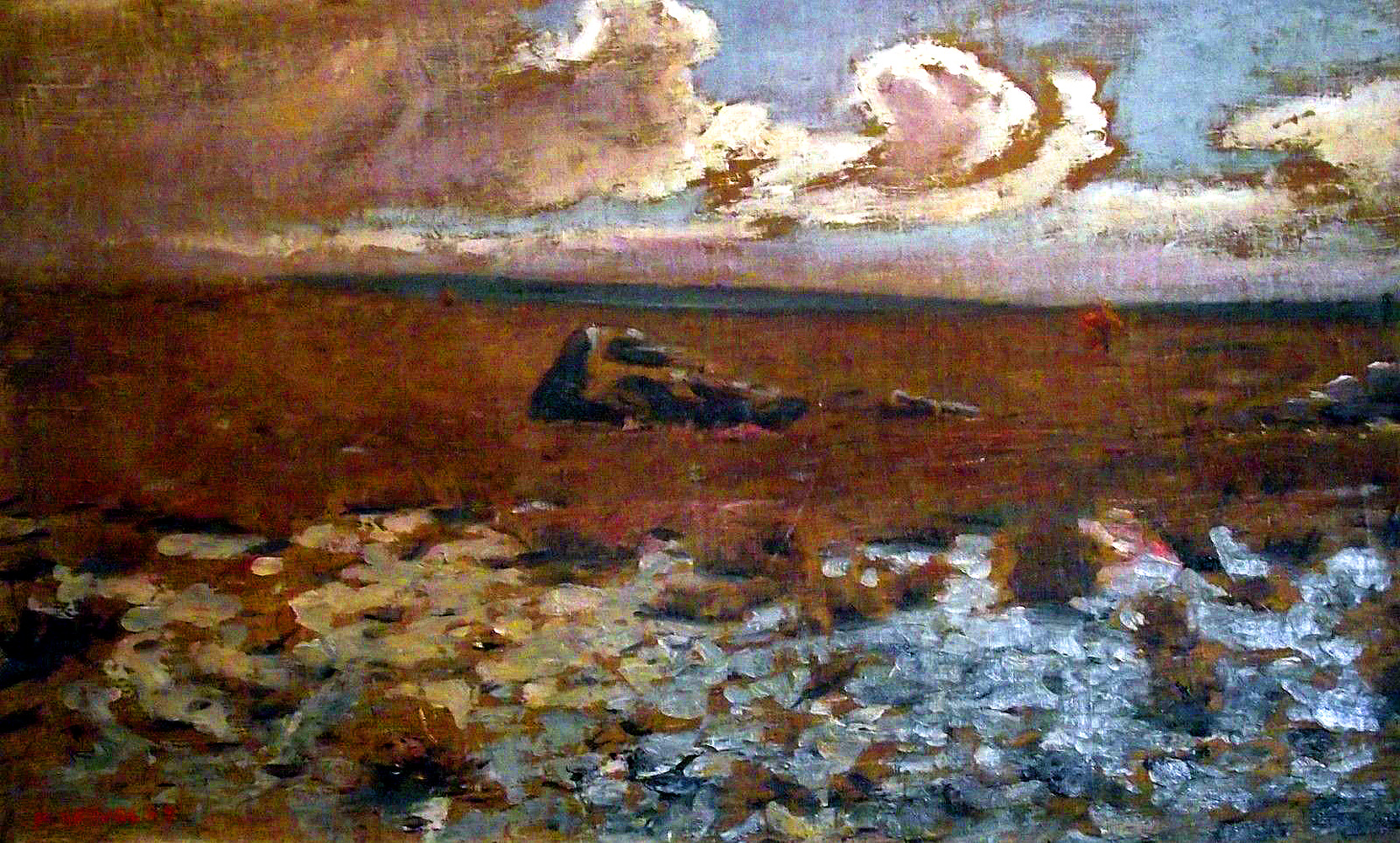
Paesaggio nel Mont Ventoux

### Scene di vita locale

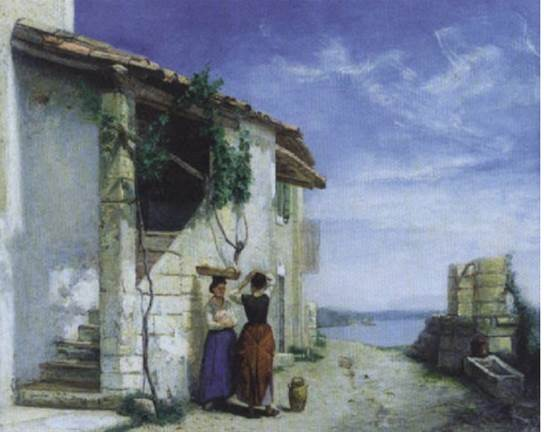
La conversazione
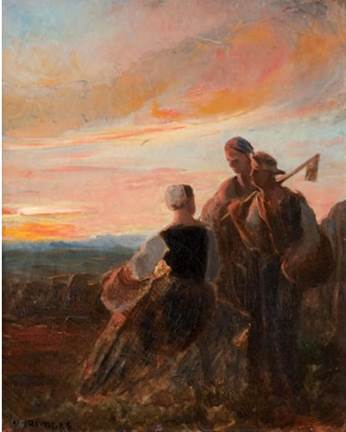
Contadini al tramonto
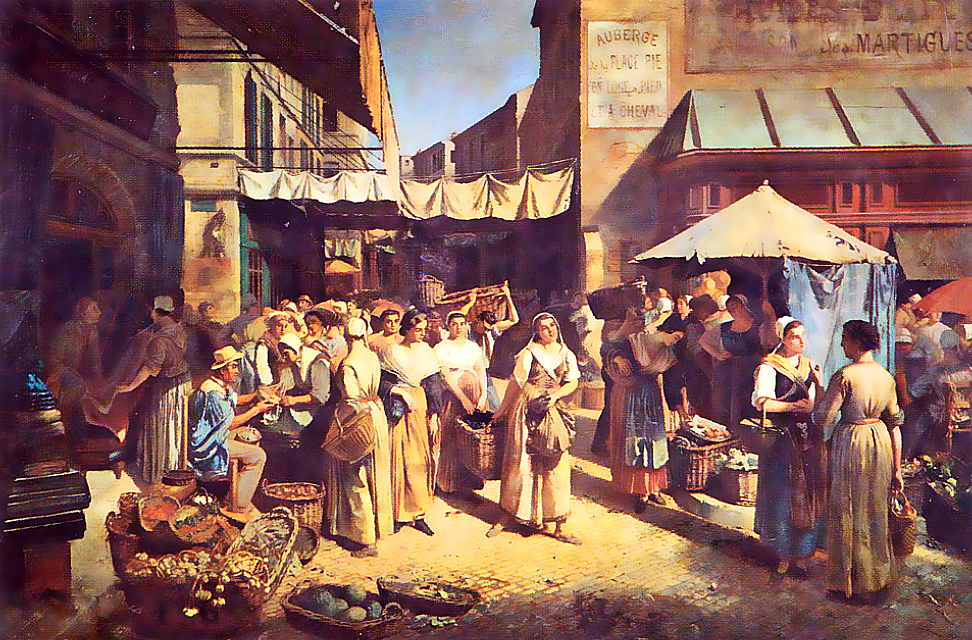
Il mercato settimanale ad Avignone nel 1800
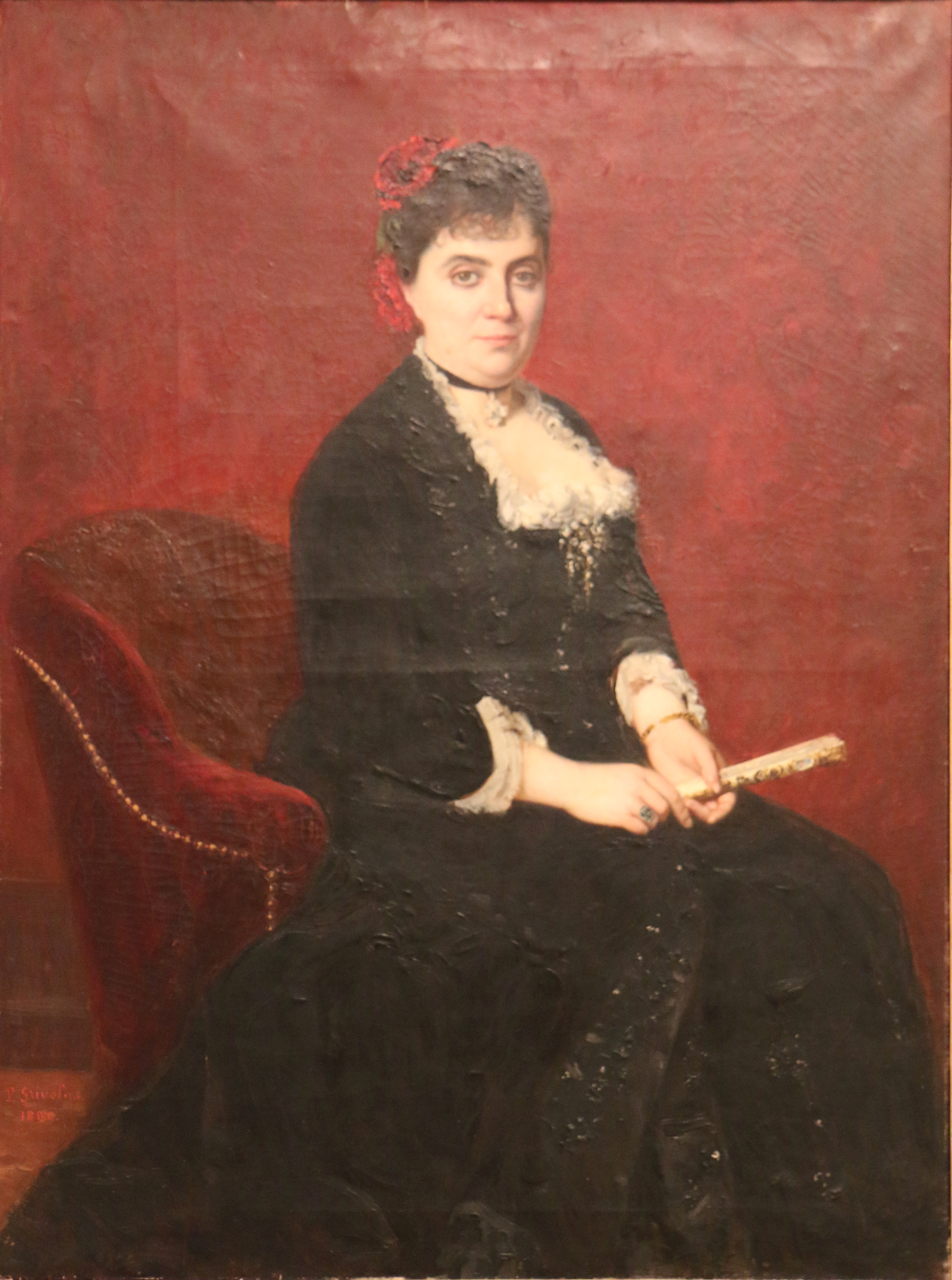
Irma di Fontnouvelle

## Altri progetti

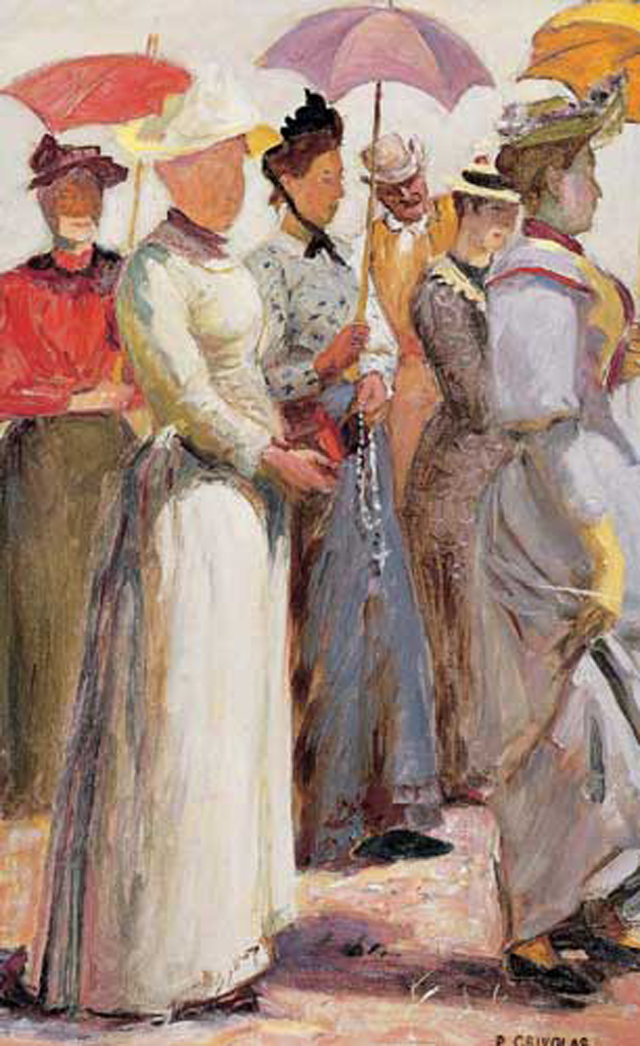
Arlesiane vestite a festa